# Catherine Plewinski
Catherine Plewinski (ur. 12 lipca 1968 w Courrières) – francuska pływaczka specjalizująca się w stylu motylkowym oraz dowolnym, brązowa medalistka olimpijska z Seulu na dystansie 100 m stylem dowolnym oraz brązowa medalistka olimpijska z Barcelony na dystansie 100 m stylem motylkowym.
Dwukrotna wicemistrzyni świata z 1991 z Perth oraz pięciokrotna mistrzyni Europy.